# Kazuma Inoue
Kazuma Inoue (井上 和馬 Inoue Kazuma?), född 9 januari 1990 i Kanagawa prefektur, är en japansk fotbollsspelare.
Inoue började sin karriär 2012 i YSCC Yokohama. Han spelade 98 ligamatcher för klubben. Han avslutade karriären 2015.